# Reserva de Desenvolvimento Sustentável Vitória de Souzel
Vitória de Souzel é uma Reserva de Desenvolvimento Sustentável (RDS) para proteção Integral de populações tradicionais, criado em 2016 nos Decretos Estaduais 1 566 e 1 567, localizado no município brasileiro de Senador José Porfírio, no estado do Pará, na região do rio Xingu, em uma área de 22 956,88 hectares.
A Reserva tem objetivo de garantir a proteção dos recursos ambientais e socioculturais, a manutenção do equilíbrio ecológico, o desenvolvimento de projetos alternativos de renda às famílias, educação ambiental sobre impacto na biodiversidade local.